# Danh sách câu lạc bộ bóng đá ở Bénin
Đây là danh sách các câu lạc bộ bóng đá ở Bénin.
Về danh sách đầy đủ, xem Thể loại:Câu lạc bộ bóng đá Bénin

## A
- Adjobi Football Club
- Akanké FC
- AS Dragons FC de l'Ouémé
- ASPAC FC
- Avrankou Omnisport FC

## B
- Buffles du Borgou FC

## D
- Dynamo Abomey F.C.
- Dynamo Unacob FC de Parakou

## E
- Espoir FC (Benin football club)

## J
- Jeunesse Athlétique du Plateau

## M
- Mambas Noirs FC
- Mogas 90 FC

## P
- Panthères FC
- Police

## R
- Requins de l'Atlantique FC

## S
- Seme Krake
- Soleil FC

## T
- Tonnerre d'Abomey FC